# 孫國棟 (神父)
孫國棟（西班牙語：Gerardo del Valle，1906年10月29日—2007年2月18日），西班牙耶穌會神父，長年在臺灣新竹縣五峰鄉傳教，並投入汶水泰雅語的保存。

## 生平
西班牙第二共和國執政時，驅除孫國棟等耶穌會成員，輾轉至中國傳教。1938年，孫國棟至北京學中文。其漢名是因佩服孫中山，及取自「國家棟樑」之意。在安徽安慶修道院教授拉丁文長達十二年後，1952年至臺灣。臺灣日治時期時臺灣天主教傳教工作，均由道明會負責，中華人民共和國建立後，以往在中國服務的外籍天主教、基督教會人士，紛紛轉至臺灣，於是臺灣從一個教區變為七個教區，其中新竹地區是由耶穌會負責。
孫國棟先於臺中編漢西辭典與學日語，於1955年到竹東鎮。1955年3月26日，孫神父和葉方西修士到泰雅族和賽夏族部落為主的五峰鄉開設診所，原因是孫神父能與原住民以日語溝通，葉修士則可提供醫病保健。戰後初期到原住民地區服務的外籍神父，不乏懂日語者，像孫國棟、明惠鐸、艾格理，和原住民溝通方便，學起原住民語言也特別快。天主教在五峰鄉的傳教是由孫國棟開始的，第一年的聖誕夜就約有兩百人領洗。
孫國棟回憶當時草創教堂時，山路陡峭，雜草叢生，相當危險，多次遇到毒蛇，還有隨行的教理員被毒死。他學泰雅語不過一年，便能就與原住民溝通，1963年更以英文撰寫泰雅族文法書。該地的泰雅族語主要在五峰大隘、花園、竹林村及尖石鄉的梅花村、苗栗縣泰安鄉流通，與花蓮、南投等地的泰雅族語法不同。他曾告訴記者王蜀桂說，以前用拉丁文做彌撒，教友說「我們不懂，天主懂」，後用國語成「我們不懂，天主也不懂」，現在他用泰雅語，卻成為「老人懂，年輕人及孩子都不懂」的情況。同為神父且編有泰雅語文法的還有巴義慈。
1990年代，在孫國棟的引介下，溫知新進入五峰鄉作語言採集。
若望二十三世任內提倡教會禮儀本土化，於是掌握原住民語言的神父，自然開始將聖經及教會禮儀譯成原住民語言。孫國棟著手以打字機方式以羅馬拼音編撰泰雅語版的彌撒聖經，分甲、乙、丙三本，後1990年代末由傳教員張德蘭開始教他用電腦打字，並在泰雅本聖經中加入中文。
孫國棟除提供當地醫療照顧與改進農作生產外，更成立儲蓄互助社，幫助原住民養成儲蓄習慣，擺脫經濟的剝削，更開辦幼稚園和原住民青年文化中心，保存及傳承當地先祖們留下的文化遺產。2004年6月，他診斷發現罹患攝護腺癌。2005年，他從主持五峰天主堂退下，退居為副堂神父。
2006年10月29日，孫國棟百歲生日，數百位五峰鄉民聚集五峰大隘村天主堂為他慶生。
2007年2月18日，農曆正月初一當天，孫國棟去世，同月28日在五峰鄉天主堂舉行追思殯葬彌撒，隨即發葬彰化耶穌會靜山墓園。